# امره جان
امره جان (ترکی استانبولی: Emre Can; تلفظ ترکی استانبولی: [ˈɛmrɛ ˈd͡ʒɑn]؛ زادهٔ ۱۲ ژانویهٔ ۱۹۹۴) بازیکن فوتبال ترک تبار اهل آلمان است که که هم‌اکنون در پست هافبک برای باشگاه فوتبال بروسیا دورتموند بازی می‌کند. او توانایی بازی در پست دفاع را نیز دارا است. این بازیکن در آغاز فصل ۱۵–۲۰۱۴ با امضا قراردادی به ارزش ۹٫۷۵ میلیون پوند از بایر لورکوزن عازم باشگاه لیورپول شد. جان نخستین بازی خود با تیم جدیدش، لیورپول، را در لیگ برتر در برابر تیم ساوت‌همپتون در هفته نخست لیگ انجام داد.او برای تمام رده‌های جوانان تیم ملی آلمان از زیر ۱۵ تا ۲۱ سال بازی کرده است. او در مسابقات قهرمانی اروپا زیر ۲۱ سال ۲۰۱۵ نیز حضور داشت. وی اولین بازی خود را برای تیم ملی بزرگسالان در سپتامبر ۲۰۱۵ انجام داد و عضوی از تیم یورو ۲۰۱۶ آلمان بود. 
او در سال ۲۰۱۷ توانست در جام کنفدراسیون‌ها ۲۰۱۷ به همراه تیم ملی فوتبال آلمان قهرمان شود.